# 아이티센코어
아이티센코어(영어: ITCEN CORE)는 대한민국의 IT 기업이다.

## 역사
2004년에 설립되었다.